# Вячеслав Кушев
Вячеслав Манолов Кушев е български композитор, автор на стотици песни във всички музикални жанрове, камерна, симфонична и приложна музика.

## Биография
Вячеслав Кушев е роден в София. Учи в Специализирано музикално училище „Ханс Айслер“ в Берлин, Германия (1965 – 68). През 1978 г. завършва БДК, днес НМА в София със специалност композиция при проф. Марин Големинов, проф. Парашкев Хаджиев и проф. Димитър Тъпков.
След дипломирането си Вячеслав Кушев работи като музикален редактор (продуцент) в БНТ и „Българско видео“. Бил е методист и художествен ръководител на музикални състави към културното управление на БНА, като организира в залите на Военния клуб в София редица концертни прояви на именити български певци и инструменталисти, поредицата „Камера вива“ от камерни произведения на български композитори, както и цикъл от концерти под наслов „Млади музикални дарования“.
Дълги години Вячеслав Кушев е бил пианист и корепетитор на „Хор на софийските девойки“. Преподавал е факултативно композиция в НМУ „Любомир Пипков“ в София, бил е заместник-ръководител, вокален педагог и корепетитор на Вокално-естрадния състав „Владимир Маяковски“, с който осъществява концертна дейност в страната и чужбина, музикален ръководител и композитор на Куклен театър „Зорница“ към Националния дворец на децата, музикален мениджър и продуцент в „Балкантон“, вокален педагог в НАТФИЗ „Кръстьо Сарафов“, основател и ръководител на Детска вокална студия „Алиса“ (от 1985), с която има активна творческа, изпълнителска и издателска дейност. Дълги години е диригент на младежка хорова формация „Гуслари“ и Мъжки камерен хор „Ихтиман“.
Аранжьор и продуцент.
Над 40 награди за творчество и изпълнителство.

## Творчество
За симфоничен оркестър, камерна музика, хорова музика, популярни песни, песни за деца и юноши, обработки на народни песни, функционална музика, аранжименти.

## Дискография
- Избрани песни от Вячеслав Кушев (2xCD)
- Музикална кутия (CD)
- Надпяване (CD)
- Пей и танцувай (CD)
- Искам да зная (CD)